# Борело (Форли-Чезена)
Борело (итал. Borello) је насеље у Италији у округу Форли-Чезена, региону Емилија-Ромања.
Према процени из 2011. у насељу је живело 1945 становника. Насеље се налази на надморској висини од 96 м.